# Setola di Maiale
Setola di Maiale (dt. Schweinsborste) ist ein italienisches Label für experimentelle und improvisierte Musik.
Das italienische Avantgarde-Label wurde 1993 von dem italienischen Schlagzeuger Stefano Giust gegründet. Es versteht sich als „Netzwerk unabhängiger Musiker, die sich der Erforschung experimenteller und improvisierter Musik widmen“. Zu den Musikern, die auf dem Label veröffentlichten, gehören u. a. Carlo Actis Dato, Kent Carter, Tobias Delius, Gianni Gebbia und Massimo de Mattia.